# Michel Audiard
Pierre Michel Audiard (15 de mayo de 1920 - 27 de julio de 1985) fue un guionista y director cinematográfico francés. Inspirado en la guasa de los parisinos, los diálogos de Michel Audiard son uno de los mejores testimonios de la irreverencia propia de la década de 1960.

## Biografía
Nacido en París, Francia, fue el padre del director cinematográfico francés Jacques Audiard.
Apasionado desde muy joven por la literatura y el cine, se forjó una sólida cultura leyendo a Rimbaud, Proust y Céline, y descubriendo los diálogos de Henri Jeanson y de Jacques Prévert. Igualmente enamorado de la bicicleta, entrenando conoció a André Pousse, que le introdujo en el oficio de actor.
El 3 de mayo de 1947 se casó con Marie-Christine Guibert, con la que tuvo dos hijos: François (1949 - 1975) y Jacques (1952).
Pasada la Segunda Guerra Mundial se ganó la vida como repartidor de periódicos, lo que le permitió acercarse al periodismo. Entró en el 'Étoile du soir, periódico en el que inició una serie de artículos sobre Asia, que escribía en los mostradores de pequeños restaurantes parisinos. Al descubrirse la impostura fue rápidamente despedido, haciéndose entonces crítico de Cinévie. En 1949 el director André Hunebelle le encargó escribir la historia de un film policiaco, Mission à Tanger, al cual siguieron otras películas, entre ellas adaptaciones de novelas (Garou-Garou, le passe-muraille, Les Trois Mousquetaires). Su fama se extendió y, en 1955, conoció a Jean Gabin, que le propuso escribir el guion de Gas-oil. Así comenzó una colaboración de siete años y 17 filmes, con grandes éxitos como Les Grandes Familles, Les Vieux de la vieille, Le Baron de l'écluse, Un singe en hiver, Babette s'en va-t-en guerre y Un taxi pour Tobrouk.
Michel Audiard era en ese momento un guionista popular, ganándose la ira de los jóvenes cineastas de la Nouvelle vague, pues simbolizaba para ellos el «cine de papá». En 1963, tras haber discutido con Jean Gabin, escribió para Jean-Paul Belmondo (Cent mille dollars au soleil de Henri Verneuil) y para otros varios actores de talento, como fue el caso de Lino Ventura, Francis Blanche, Bernard Blier, Jean Lefebvre, (Les Tontons flingueurs y Les Barbouzes). Sin embargo, las diferencias con Jean Gabin no duraron mucho y se reencontraron en 1967 para rodar Le Pacha, colaborando ocasionalmente más adelante (Sous le signe du taureau de Gilles Grangier o Le drapeau noir flotte sur la marmite).
En 1966, comenzó su carrera como director y realizó películas cuyos títulos se encuentran entre los más largos del cine francés, como Elle boit pas, elle fume pas, elle drague pas, mais... elle cause ! o Faut pas prendre les enfants du bon Dieu pour des canards sauvages. Pero después de un documental y ocho películas de discreto éxito, decidió regresar a su verdadera vocación.
El 19 de enero de 1975, mientras trabajaba con el director Philippe de Broca en el guion de L'Incorrigible, recibió un duro golpe al conocer que su hijo François había fallecido a causa de un accidente de tráfico. Desde entonces Audiard conservó una profunda tristeza, que se reflejó en una tonalidad más sombría en sus guiones (Garde à vue y Mortelle randonnée), aunque también colaboraba en grandes éxitos populares como Le Grand Escogriffe, Tendre Poulet, Le Guignolo, Le Professionnel o Canicule. 
En 1978 publicó una novela, parcialmente autobiográfica, La nuit, le jour et toutes les autres nuits, por la cual recibió el Premio des Quatre jurys. En 1982 consiguió el reconocimiento del mundillo cinematográfico al recibir un César al mejor guion por su película de 1982 Garde à vue.
Michel Audiard falleció en 1985 en su casa en Dourdan, Francia, a causa de un cáncer. Tenía 65 años de edad. Fue enterrado en el Cementerio de Montrouge.

## Filmografía como guionista
| Año  | Título                                                          | Dirección                                          | Función                     |
| ---- | --------------------------------------------------------------- | -------------------------------------------------- | --------------------------- |
| 1949 | Mission à Tanger                                                | André Hunebelle                                    | Guion, adaptación, diálogos |
| 1949 | On n'aime qu'une fois                                           | Jean Stelli                                        | Guion adaptado              |
| 1950 | Brune ou blonde (corto)                                         | Jacques Garcia                                     | Guion, diálogos             |
| 1950 | Méfiez-vous des blondes                                         | André Hunebelle                                    | Guion, adaptación, diálogos |
| 1951 | Vedettes sans maquillage (corto)                                | Jacques Guillon                                    | Guion                       |
| 1951 | Une histoire d'amour                                            | Guy Lefranc                                        | Guion, adaptación, diálogos |
| 1951 | Garou-Garou, le passe-muraille                                  | Jean Boyer                                         | Adaptación, diálogos        |
| 1951 | Caroline chérie                                                 | Richard Pottier                                    | sin acreditar               |
| 1951 | Ma femme est formidable                                         | André Hunebelle                                    | sin acreditar               |
| 1951 | Massacre en dentelles                                           | André Hunebelle                                    | Guion, adaptación, diálogos |
| 1951 | L'Homme de ma vie                                               | Guy Lefranc                                        | Adaptación                  |
| 1951 | Bim le petit âne                                                | Albert Lamorisse                                   |                             |
| 1952 | Adorables Créatures                                             | Christian-Jaque                                    | Sin acreditar               |
| 1952 | Pour vous, mesdames                                             | Jacques Garcia                                     | Diálogos                    |
| 1952 | Elle et moi                                                     | Guy Lefranc                                        | Adaptación, diálogos        |
| 1952 | Le Feu quelque part (corto)                                     | Pierre Foucaud                                     | Guion                       |
| 1952 | Le Duel à travers les âges (Corto)                              | Pierre Foucaud                                     | Guion                       |
| 1953 | Les Dents longues                                               | Daniel Gélin                                       | Adaptación, diálogos        |
| 1953 | Quai des blondes                                                | Paul Cadéac                                        | Guion                       |
| 1953 | Les Trois Mousquetaires                                         | André Hunebelle                                    | Guion, diálogos             |
| 1953 | L'Ennemi public numéro un                                       | Henri Verneuil                                     | Adaptación, diálogos        |
| 1954 | Destinées                                                       | Christian-Jaque, Jean Delannoy y Marcello Pagliero | Sin créditos                |
| 1954 | Sang et lumières                                                | Georges Rouquier                                   | Diálogos                    |
| 1954 | Les Gaietés de l'escadron                                       | Paolo Moffa                                        | Guion, diálogos             |
| 1954 | Poisson d'avril                                                 | Gilles Grangier                                    | Adaptación, diálogos        |
| 1955 | Série noire                                                     | Pierre Foucaud                                     | Diálogos                    |
| 1955 | Gas-oil                                                         | Gilles Grangier                                    | Adaptación, diálogos        |
| 1956 | Jusqu'au dernier                                                | Pierre Billon                                      | Diálogos                    |
| 1956 | Le Sang à la tête                                               | Gilles Grangier                                    | Adaptación, diálogos        |
| 1956 | Mannequins de Paris                                             | André Hunebelle                                    | Adaptación, diálogos        |
| 1956 | Courte tête                                                     | Norbert Carbonnaux                                 | Diálogos                    |
| 1957 | Le rouge est mis                                                | Gilles Grangier                                    | Guion                       |
| 1957 | Mort en fraude                                                  | Marcel Camus                                       | Guion, diálogos             |
| 1957 | Trois Jours à vivre                                             | Gilles Grangier                                    | Guion, diálogos             |
| 1957 | Retour de manivelle                                             | Denys de La Patellière                             | Diálogos                    |
| 1957 | Maigret tend un piège                                           | Jean Delannoy                                      | Guion, diálogos             |
| 1957 | Jusqu'au dernier                                                | Pierre Billon                                      | Diálogos                    |
| 1958 | Les Misérables                                                  | Jean-Paul Le Chanois                               | Guion, diálogos             |
| 1958 | Le Désordre et la Nuit                                          | Gilles Grangier                                    | Adaptación, diálogos        |
| 1958 | Les Grandes Familles                                            | Denys de la Patellière                             | Guion, diálogos             |
| 1958 | Marchands de rien (corto)                                       | Daniel Lecomte                                     | Guion                       |
| 1959 | Le fauve est lâché                                              | Maurice Labro                                      | Sin créditos                |
| 1959 | Archimède le clochard                                           | Gilles Grangier                                    | Adaptación, diálogos        |
| 1959 | Pourquoi viens-tu si tard ?                                     | Henri Decoin                                       | Diálogos                    |
| 1959 | Maigret et l'affaire Saint-Fiacre                               | Jean Delannoy                                      | Diálogos                    |
| 1959 | 125, rue Montmartre                                             | Gilles Grangier                                    | Diálogos                    |
| 1959 | Rue des prairies                                                | Denys de la Patellière                             | Guion, diálogos             |
| 1959 | Babette s'en va-t-en guerre                                     | Christian-Jaque                                    | Diálogos                    |
| 1959 | Les Yeux de l'amour                                             | Denys de la Patellière                             | Diálogos                    |
| 1959 | Vel d'Hiv' (corto)                                              | Guy Blanc                                          | Guion                       |
| 1959 | La Bête à l'affût                                               | Pierre Chenal                                      | Guion                       |
| 1959 | Péché de jeunesse                                               | Louis Duchesne                                     | Guion                       |
| 1960 | Le Baron de l'écluse                                            | Jean Delannoy                                      | Diálogos                    |
| 1960 | La Française et l'Amour sketch L'Adultère                       | Henri Verneuil                                     | Diálogos                    |
| 1960 | Les Vieux de la vieille                                         | Gilles Grangier                                    | Adaptación, diálogos        |
| 1960 | Spécial Noël : Jean Gabin (TV)                                  | Frédéric Rossif                                    | Guion                       |
| 1960 | Un taxi pour Tobrouk                                            | Denys de la Patellière                             | Diálogos                    |
| 1961 | Les lions sont lâchés                                           | Henri Verneuil                                     | Diálogos                    |
| 1961 | Le Président                                                    | Henri Verneuil                                     | Adaptación, diálogos        |
| 1961 | Les Amours célèbres sketch Les Comédiennes                      | Michel Boisrond                                    | Diálogos                    |
| 1961 | Le cave se rebiffe                                              | Gilles Grangier                                    | Adaptación, diálogos        |
| 1961 | Le Bateau d'Émile                                               | Denys de la Patellière                             | Adaptación, diálogos        |
| 1962 | Un singe en hiver                                               | Henri Verneuil                                     | Diálogos                    |
| 1962 | Le Gentleman d'Epsom                                            | Gilles Grangier                                    | Adaptación, diálogos        |
| 1962 | Le Diable et les Dix Commandements sketch Tu ne déroberas point | Julien Duvivier                                    | Diálogos                    |
| 1962 | Le Voyage à Biarritz                                            | Gilles Grangier                                    | Guion                       |
| 1963 | Mélodie en sous-sol                                             | Henri Verneuil                                     | Guion, diálogos             |
| 1963 | Carambolages                                                    | Marcel Bluwal                                      | Diálogos                    |
| 1963 | Les Tontons flingueurs                                          | Georges Lautner                                    | Diálogos                    |
| 1963 | Teuf-teuf (TV)                                                  | Georges Folgoas                                    | Guion                       |
| 1963 | Des pissenlits par la racine                                    | Georges Lautner                                    | Diálogos                    |
| 1963 | Cent mille dollars au soleil                                    | Henri Verneuil                                     | Diálogos                    |
| 1964 | Les Barbouzes                                                   | Georges Lautner                                    | Guion, diálogos             |
| 1964 | Une foule enfin réunie (corto)                                  | Monique Chapelle                                   | Guion                       |
| 1964 | Un drôle de caïd o Une souris chez les hommes                   | Jacques Poitrenaud                                 | Adaptación, diálogos        |
| 1964 | Par un beau matin d'été                                         | Jacques Deray                                      | Diálogos                    |
| 1964 | La Chasse à l'homme                                             | Edouard Molinaro                                   | Guion                       |
| 1965 | La Métamorphose des cloportes                                   | Pierre Granier-Deferre                             | Guion, diálogos             |
| 1965 | Quand passent les faisans                                       | Edouard Molinaro                                   | Diálogos                    |
| 1965 | Les Bons Vivants                                                | Gilles Grangier & Georges Lautner                  | Guion, adaptación, diálogos |
| 1965 | L'Arme à gauche                                                 | Claude Sautet                                      | Sin créditos                |
| 1966 | Sale_temps_pour_les_mouches...                                  | Guy Lefranc                                        | Guion, diálogos             |
| 1966 | Ne nous fâchons pas                                             | Georges Lautner                                    | Guion, diálogos             |
| 1966 | Tendre voyou                                                    | Jean Becker                                        | Diálogos                    |
| 1967 | La Grande Sauterelle                                            | Georges Lautner                                    | Guion, diálogos             |
| 1967 | Un idiot à Paris                                                | Serge Korber                                       | Guion                       |
| 1967 | Toutes folles de lui                                            | Norbert Carbonnaux                                 | Diálogos                    |
| 1967 | Johnny Banco                                                    | Yves Allégret                                      | Diálogos                    |
| 1967 | Fleur d'oseille                                                 | Georges Lautner                                    | Guion                       |
| 1967 | Max le débonnaire (Serie de TV)                                 | Gilles Grangier, Yves Allégret y Jacques Deray     | Guion                       |
| 1968 | La Petite Vertu                                                 | Serge Korber                                       | Guion, diálogos             |
| 1968 | Le Pacha                                                        | Georges Lautner                                    | Guion, diálogos             |
| 1969 | Sous le signe du taureau                                        | Gilles Grangier                                    | Adaptación, diálogos        |
| 1973 | Baxter !                                                        | Lionel Jeffries                                    | Guion                       |
| 1974 | OK patron                                                       | Claude Vital                                       | Sin créditos                |
| 1975 | L'Incorrigible                                                  | Philippe de Broca                                  | Guion, diálogos             |
| 1976 | Le Grand Escogriffe                                             | Claude Pinoteau                                    | Diálogos                    |
| 1976 | Le Corps de mon ennemi                                          | Henri Verneuil                                     | Guion, diálogos             |
| 1977 | Mort d'un pourri                                                | Georges Lautner                                    | Guion, diálogos             |
| 1977 | L'Animal                                                        | Claude Zidi                                        | Guion, diálogos             |
| 1978 | Le Cavaleur                                                     | Philippe de Broca                                  | Guion, diálogos             |
| 1978 | Tendre poulet                                                   | Philippe de Broca                                  | Guion, diálogos             |
| 1979 | Flic ou voyou                                                   | Georges Lautner                                    | Guion, diálogos             |
| 1979 | Les Égouts du paradis                                           | José Giovanni                                      | Diálogos                    |
| 1979 | La Fabuleuse histoire de Roland-Garros                          | Charles Gérard                                     | Guion                       |
| 1979 | Le Guignolo                                                     | Georges Lautner                                    | Diálogos                    |
| 1979 | On a volé la cuisse de Jupiter                                  | Philippe de Broca                                  | Guion, diálogos             |
| 1980 | Le Coucou                                                       | Francesco Massaro                                  | Diálogos                    |
| 1980 | L'Entourloupe                                                   | Gérard Pirès                                       | Guion, diálogos             |
| 1980 | Pile ou face                                                    | Robert Enrico                                      | Guion, diálogos             |
| 1981 | Le Professionnel                                                | Georges Lautner                                    | Diálogos                    |
| 1981 | Arresto preventivo                                              | Claude Miller                                      | Diálogos                    |
| 1981 | Est-ce bien raisonnable ?                                       | Georges Lautner                                    | Diálogos                    |
| 1982 | Espion lève-toi                                                 | Yves Boisset                                       | Guion, diálogos             |
| 1983 | Mortelle randonnée                                              | Claude Miller                                      | Adaptación, diálogos        |
| 1983 | Le Marginal                                                     | Jacques Deray                                      | Diálogos                    |
| 1984 | Canicule                                                        | Yves Boisset                                       | Guion, diálogos             |
| 1984 | Les Morfalous                                                   | Henri Verneuil                                     | Guion, diálogos             |
| 1985 | On ne meurt que deux fois                                       | Jacques Deray                                      | Adaptación, diálogos        |
| 1985 | La cage aux folles 3, elles se marient                          | Georges Lautner                                    | Guion                       |